# Theraps microphthalmus
Theraps microphthalmus är en fiskart som först beskrevs av Günther 1862.  Theraps microphthalmus ingår i släktet Theraps och familjen Cichlidae. Inga underarter finns listade i Catalogue of Life.